# Puslinch
Puslinch es un municipio canadiense situado en la provincia de Ontario.

## Superficie
Puslinch tiene una superficie de 214,82 km².

## Demografía
En 2021, tenía 7944 habitantes, una densidad poblacional de 37 hab./km², y 2946 viviendas.